# Rona de Jos
Rona de Jos – wieś w Rumunii, w okręgu Marmarosz, w gminie Rona de Jos. W 2011 roku liczyła 1776 mieszkańców.